# El edén perdido
El edén perdido es una película de drama de 2007, dirigida por Manuel Estudillo, que a su vez la escribió junto a Arturo Infante y Carlos Lechuga, protagonizada por Roberto Enríquez, Carlos Enrique Almirante y Ana de Armas, entre otros. El filme fue realizado por Antena 3 Televisión y Instituto Cubano del Arte e Industrias Cinematográficos (ICAIC), se estrenó el 4 de mayo de 2007.

## Sinopsis
Un hombre ha tenido la vida atravesada por la historia de su madre, una mujer heroica mambisa de la guerra de 1895. Luego de su fallecimiento, se va a España. En 1931 vuelve a Cuba para obtener los bienes familiares y encuentra el valor del amor y la muerte, la sinceridad y la falsedad, la congoja y el rencor.